# Monasterio de San Ginés de Bellera
El monasterio de Sant Ginés de Bellera se encuentra en el término del municipio de Senterada en la comarca catalana del Pallars Jussá.
Conocido también como las Bordes de Sant Genís, fue fundado por el abad Vulgarà a mediados del siglo IX. El monasterio benedictino, contó con la protección y las donaciones de los condes de Pallars, a pesar de lo cual en los siglos XI-XII empezó su decadencia. Pasó a depender del monasterio de Santa María de Lavaix en el año 1112, cuando ya era una canónica. Existe documentación como parroquia en el año 1314. 
La iglesia era de planta rectangular, de una sola nave con un ábside semicircular.